# Walsh-Funktion
Walsh-Funktionen, benannt nach dem Mathematiker Joseph L. Walsh, sind eine Gruppe von periodischen mathematischen Funktionen, die in der digitalen Signalverarbeitung verwendet werden. Orthogonale Walsh-Funktionen finden im Rahmen der Walsh-Transformation, einer Variation der Diskreten Fourier-Transformation, Anwendung, wo sie die trigonometrischen Funktionen ersetzen.
Im abstrakten Rahmen der harmonischen Analyse werden die Walsh-Funktionen als Charaktere der Cantor-Gruppe betrachtet.

## Definition

Walsh-Funktionen in sequenzieller Anordnung (Walsh-Kaczmarz) der Ordnung 0 bis 7 im Intervall [0,1] (in rot), in hellblau zum Vergleich der Realteil der Fourierfunktionen

Es sind verschiedene Funktionensysteme von Walsh-Funktionen üblich. Bedeutend sind die sequenziell angeordneten Walsh-Funktionen {\displaystyle {\rm {wal}}_{\omega }(k,t)}, diese Anordnung weist eine Analogie zur Fourier-Transformation auf, und die Walsh-Funktionen in natürlicher Anordnung {\displaystyle {\rm {wal}}_{n}(k,t)}. Die Ordnung {\displaystyle k}, auch als „verallgemeinerte Frequenz“ bezeichnet, drückt die Anzahl der Nulldurchgänge im Basisintervall [0,1] aus. Zur Definition teilt man dieses Intervall [0,1] in {\displaystyle i=2^{n}} gleich lange Teilintervalle. Die Teilintervallnummer {\displaystyle i} lässt sich als Binärzahl mit {\displaystyle n} Stellen ausdrücken. Eine Anordnung der Walsh-Funktionen von Ordnung 0 bis Ordnung {\displaystyle k} in natürlicher Anordnung bildet eine Hadamard-Matrix.

### Walsh-Kaczmarz-Funktionen
Die Walsh-Funktionen in sequenzieller Anordnung, auch als Walsh-Kaczmarz-Funktionen bezeichnet und wie in nebenstehender Abbildung für {\displaystyle k=} 0 bis 7 dargestellt, werden im Intervall [0,1] definiert und außerhalb periodisch fortgesetzt. Im {\displaystyle i}-ten Teilintervall lautet der Funktionswert:
{\displaystyle {\rm {wal}}_{\omega }(k,t)=(-1)^{b}\,}
mit:
{\displaystyle b=\sum _{l=1}^{n}(k_{l}\oplus k_{l+1})\cdot i_{n-l+1}}
wobei {\displaystyle \oplus } die Exklusiv-Oder-Verknüpfung (XOR) darstellt. {\displaystyle ({\rm {wal}}_{\omega }(k,t))_{k}} bildet in {\displaystyle L_{2}([0,1])} ein orthonormales Funktionensystem, da mit {\displaystyle \delta _{mn}} dem Kronecker-Delta, gilt:
{\displaystyle \int _{0}^{1}{\rm {wal}}_{\omega }(m,t)\cdot {\rm {wal}}_{\omega }(n,t)\mathrm {d} t=\delta _{mn}}

### Walsh-Paley-Funktionen
Die Walsh-Funktionen in natürlicher Anordnung, auch als Walsh-Paley-Funktionen bezeichnet, sind leichter zu bilden, weisen aber keine Analogie zur Fourier-Transformation auf. Im {\displaystyle i}-ten Teilintervall lautet der Funktionswert:
{\displaystyle {\rm {wal}}_{n}(k,t)=(-1)^{a}\,}
mit:
{\displaystyle a=\sum _{l=1}^{n}k_{l}\cdot i_{n-l+1}}

## Eigenschaften
- Die Walshfunktionen sind reziprok zu sich selbst.
- Die Variablen der Walshfunktionen können vertauscht werden.
- Das Produkt zweier Walshfunktionen ergibt eine neue Walshfunktion.

## Anwendung
Orthogonale Funktionen spielen in der digitalen Signalverarbeitung für die Signalapproximation eine wichtige Rolle. Die Walshfunktionen sind nichtharmonische Funktionen (also rechteckig) und somit sehr gut geeignet, rechteckige Eingangssignale zu beschreiben. Dazu werden endlich viele Walshfunktionen über das zu approximierende Signal gelegt. Die Differenz der Integrale von Signal und Walshfunktion gibt den entsprechenden Koeffizienten an.